# GIT Verlag

Logo

Der GIT VERLAG (Glas – Instrumenten – Technik) ist eine Marke des Verlages John Wiley & Sons mit Sitz in Weinheim, der sich auf die Herausgabe von Fachzeitschriften in den Bereichen Labortechnik, Chemie, Automation, Gesundheit und Sicherheit spezialisiert hat. Der Verlag gibt um die 40 Titel heraus.

## Geschichte
Der Verlag wurde 1969 von Ernst H. W. Giebeler gegründet. Giebeler, von Haus aus Glasbauer, beschränkte sich zunächst auf Titel für den Laborbereich, entwickelte in den 1970er Jahren aber weitere Hefte für die Felder Mikrobiologie und Gesundheit. In den 1980er Jahren kamen Titel mit den Themen Umwelt, Messtechnik und Management hinzu. Seit 2002 gehört das Unternehmen zur deutschen Tochter von Wiley, dem Unternehmen Wiley-VCH, und ist seitdem fester Bestandteil der internationalen Verlagsgruppe John Wiley & Sons.
Der Verlag ist Mitglied im Börsenverein des Deutschen Buchhandels.

## Titel
Zu den Zeitschriften des Verlags zählen:
- BIOForum (Forschung und Technik in der Biologie)
- CHEManager (Pharma- und Chemie-Industrie)
- CHEManager Europe (Pharma- und Chemie-Industrie Europa)
- GIT Labor-Fachzeitschrift (Labor- und Glastechnik)
- GIT ReinRaumTechnik und GIT SterilTechnik (Technische Aspekte von reinen bzw. sterilen Räumen)
- GIT SICHERHEIT + MANAGEMENT (Sicherheit) und www.git-sicherheit.de
- GIT SECURITY(Security)
- IPCworld (Industrie-PCs, Prozessoren und Software)
- Imaging & Microscopy (Bildgebung im Labor)
- INSPECT (Bildverarbeitung und optische Messtechnik)
- LVT LEBENSMITTEL Industrie
- Management & Krankenhaus
- MessTec & Automation (Magazin für Messtechnik und Prozessautomation)
- Wörkshop (Magazin für Marketing und Messebau)

Ebenfalls zum GIT Verlag gehört das Internet-Portal PRO-4-PRO.